# Lepidochrysops ortygia
The Koppie Blue (Lepidochrysops ortygia) là một loài bướm ngày thuộc họ Bướm xanh. Nó được tìm thấy ở Nam Phi, from the hills in the East Cape, phía bắc through the lower parts of Lesotho to the Orange Free State, miền nam Mpumalanga và Gauteng.
Sải cánh dài 35–40 mm đối với con đực và 33–42 mm đối với con cái. Con trưởng thành bay từ tháng 10 đến tháng 4, with peaks in tháng 12 or tháng 3 depending on rains. There are possibly multiple generations per year.
Ấu trùng ăn Selago geniculata.